# Hürtgenwald
Hürtgenwald là một đô thị ở huyện Düren in the federal state of Nordrhein-Westfalen, Đức. It tọa lạc ở đồi Eifel, khoảng 15 km về phía tây nam của Düren. Phần lớn khu vực này là rừng Hürtgen bao phủ.

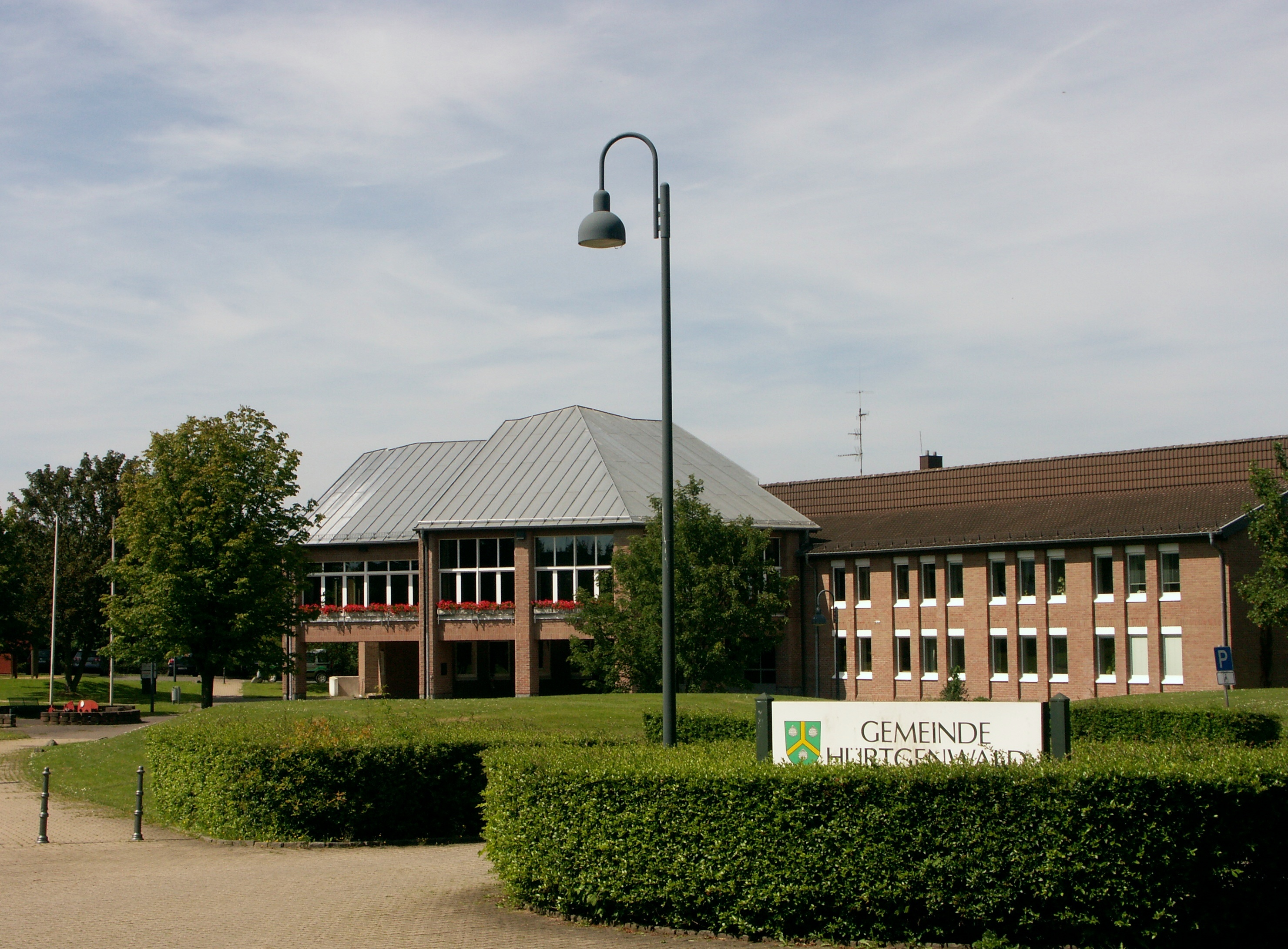
Tòa thị chính của Hürtgenwald, ở làng Kleinhau

Hürtgenwald gồm các làng Bergstein, Brandenberg, Gey, Großhau, Horm, Hürtgen, Kleinhau, Raffelsbrand, Schafberg, Simonskall, Strass, Vossenack và Zerkall. Trong đệ nhị thế chiến, trận rừng Hurtgen khốc liệt đã diễn ra ở đây.